# Umberto Giordano
Umberto Giordano (ur. 28 sierpnia 1867 w Foggi – zm. 12 listopada 1948 w Mediolanie) – włoski kompozytor, którego twórczość zalicza się do nurtu w muzyce operowej zwanego weryzmem.
Studiował w konserwatorium w Neapolu i jeszcze podczas studiów wziął udział w konkursie zorganizowanym przez wydawnictwo Sonzogna. Konkurs wygrał wtedy Pietro Mascagni i jego opera Rycerskość wieśniacza, ale Marina, z którą wystartował Giordano, także zwróciła na siebie uwagę wydawcy. Kompozytor otrzymał zamówienie na kolejną operę. Było nią Złe życie (Mala vita), które wystawione w 1892 roku w Rzymie zostało przyjęte przychylnie. Największy swój sukces odniósł jednak Giordano z operą Andrea Chénier, sukcesu tego, mimo pewnej popularności także późniejszych oper, już nie powtórzył, a od 1929 roku prawie zupełnie przestał komponować. Warto zauważyć, że stało się to w zasadzie równo sto lat po tym, jak komponowania oper zaprzestał inny Włoch – Gioacchino Rossini.

## Opery
- Marina, 1888
- Mala vita, 1892, Teatro Argentina, Rzym
- Regina Diaz, 1894, Teatro Mercadante, Neapol
- Andrea Chénier, 1896, Teatro alla Scala, Mediolan
- Fedora, 1898, Teatro Lirico, Mediolan
- Il Voto, 1902, Teatro Bellini, Neapol
- Syberia, 1903, Teatro alla Scala, Mediolan
- Marcella, 1907, Teatro Lirico, Mediolan
- Mese mariano, 1910, Teatro Massimo, Palermo
- Madame Sans-Gêne, 1915, Metropolitan Opera, Nowy Jork
- Giove a Pompei, 1921, Teatro La Pariola, Rzym
- La cena delle beffe (Uczta szyderców), 1924, Teatro alla Scala, Mediolan
- Il re (Król), 1929, Teatro alla Scala, Mediolan
- La festa del Nilo (nieukończona)